# Fjord

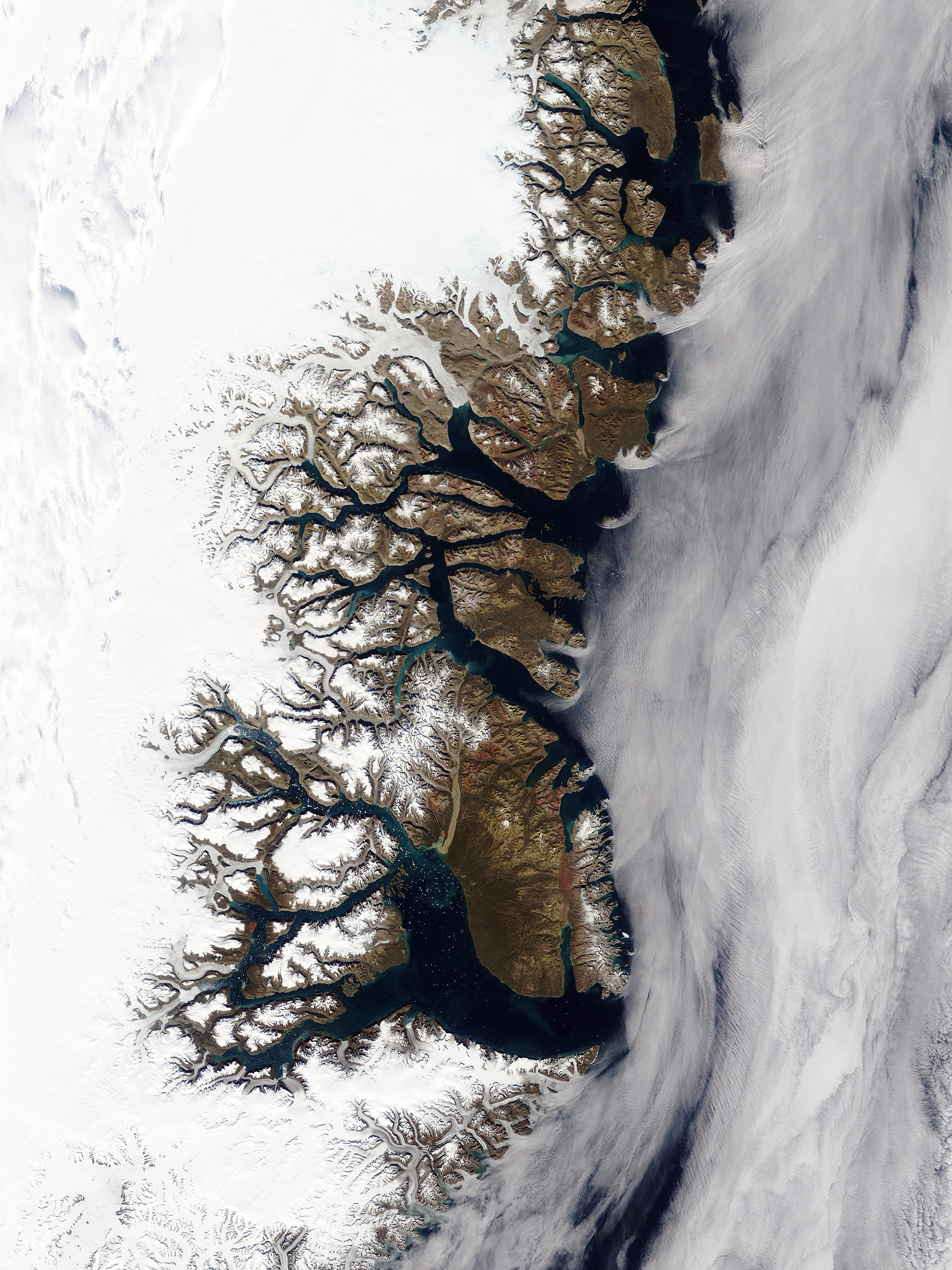
Luchtfoto van fjorden aan de oostkust van Groenland, met onderaan de Kangertittivaq

Ontstaan van een fjord

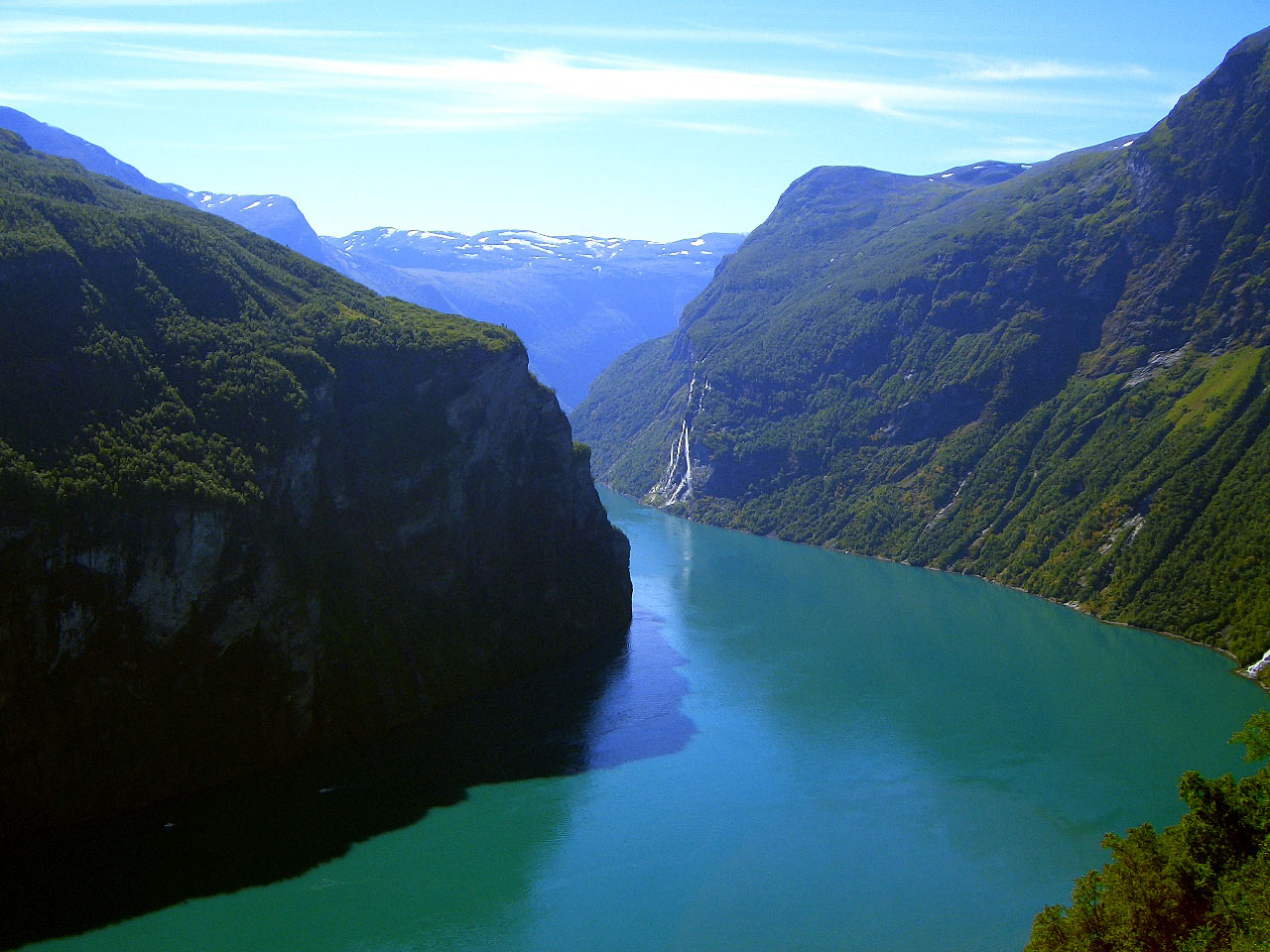
Geirangerfjord

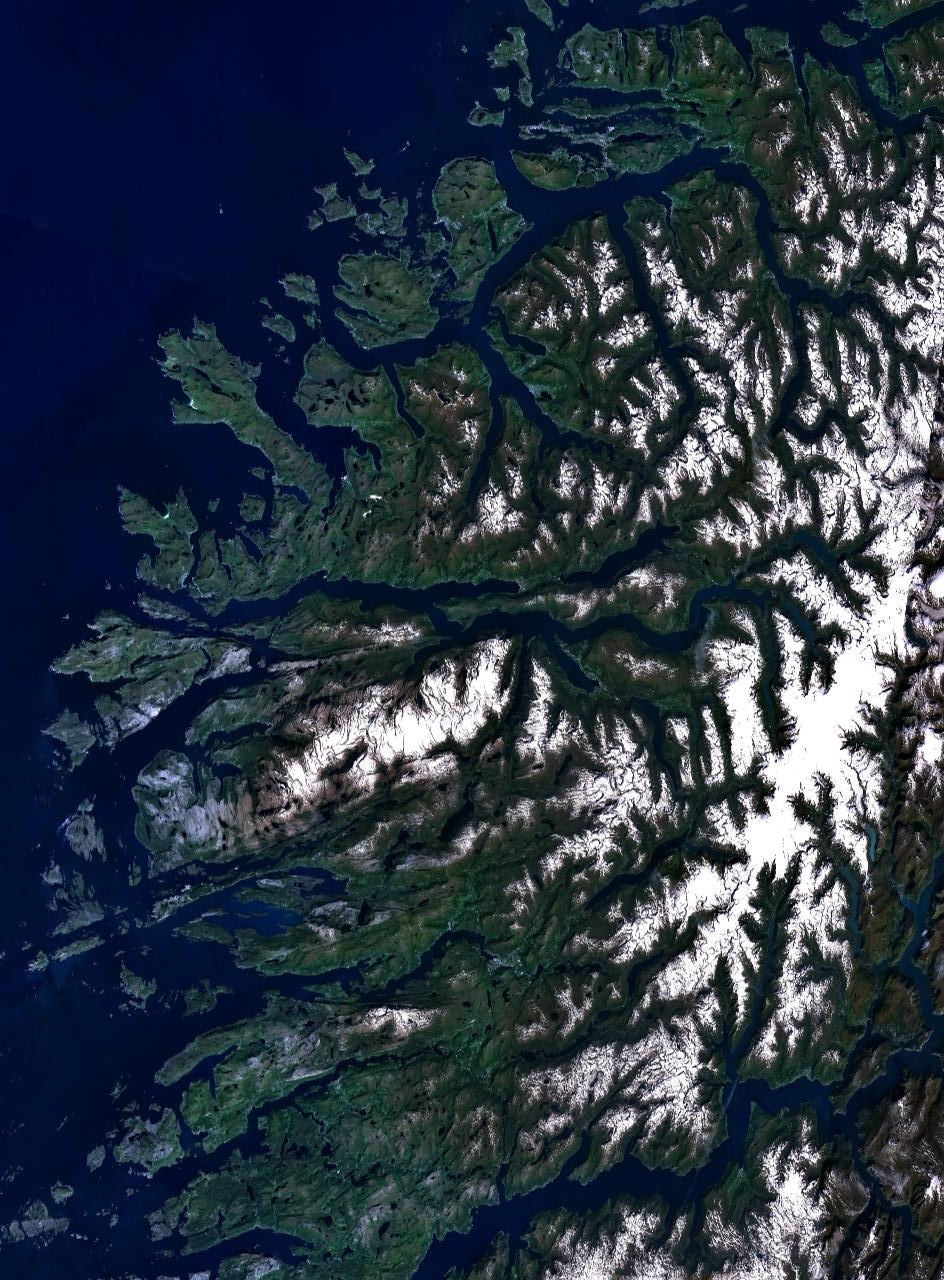
Typisch Noors fjordenlandschap

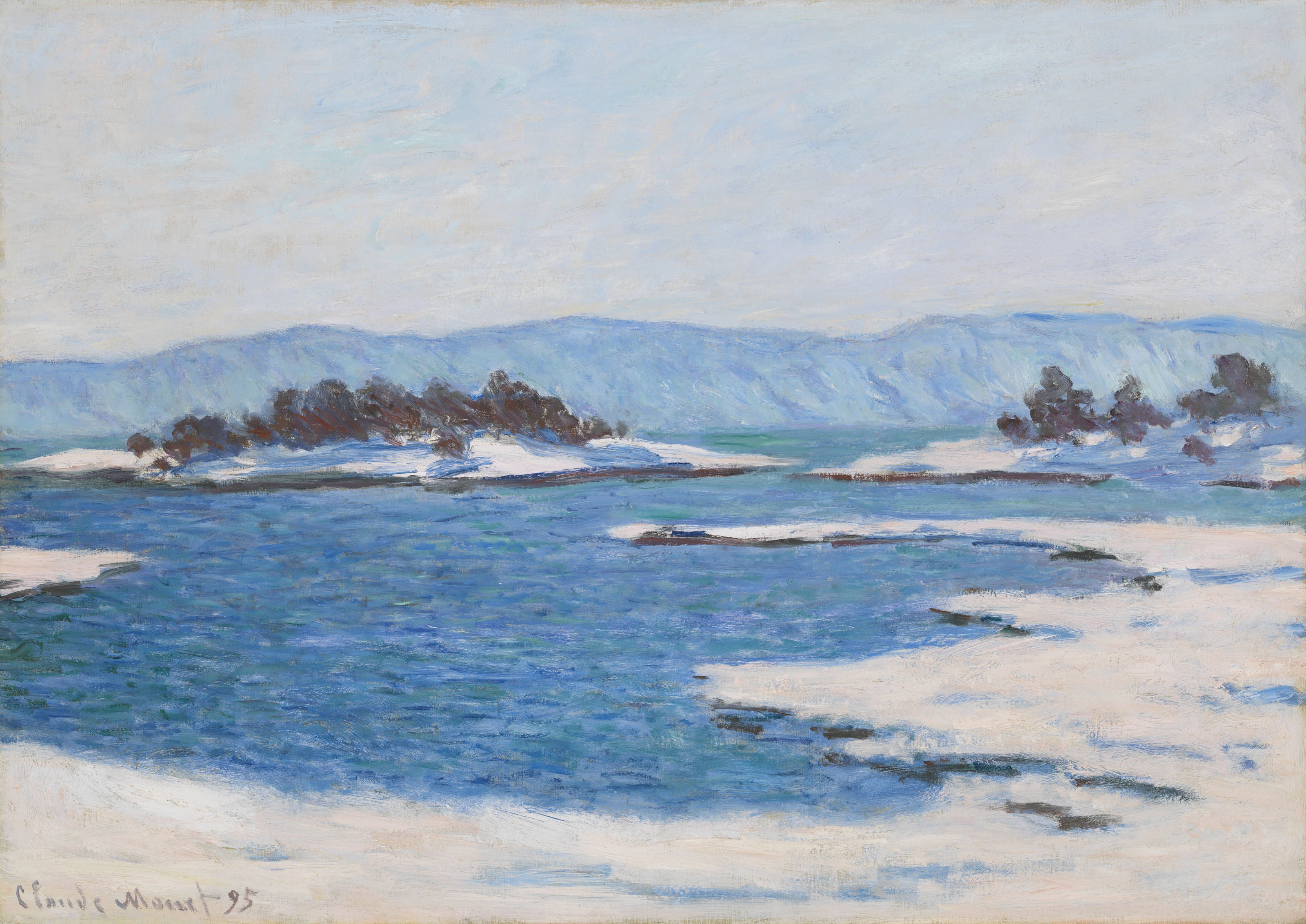
Fjord à Christiania, Claude Monet (1895)

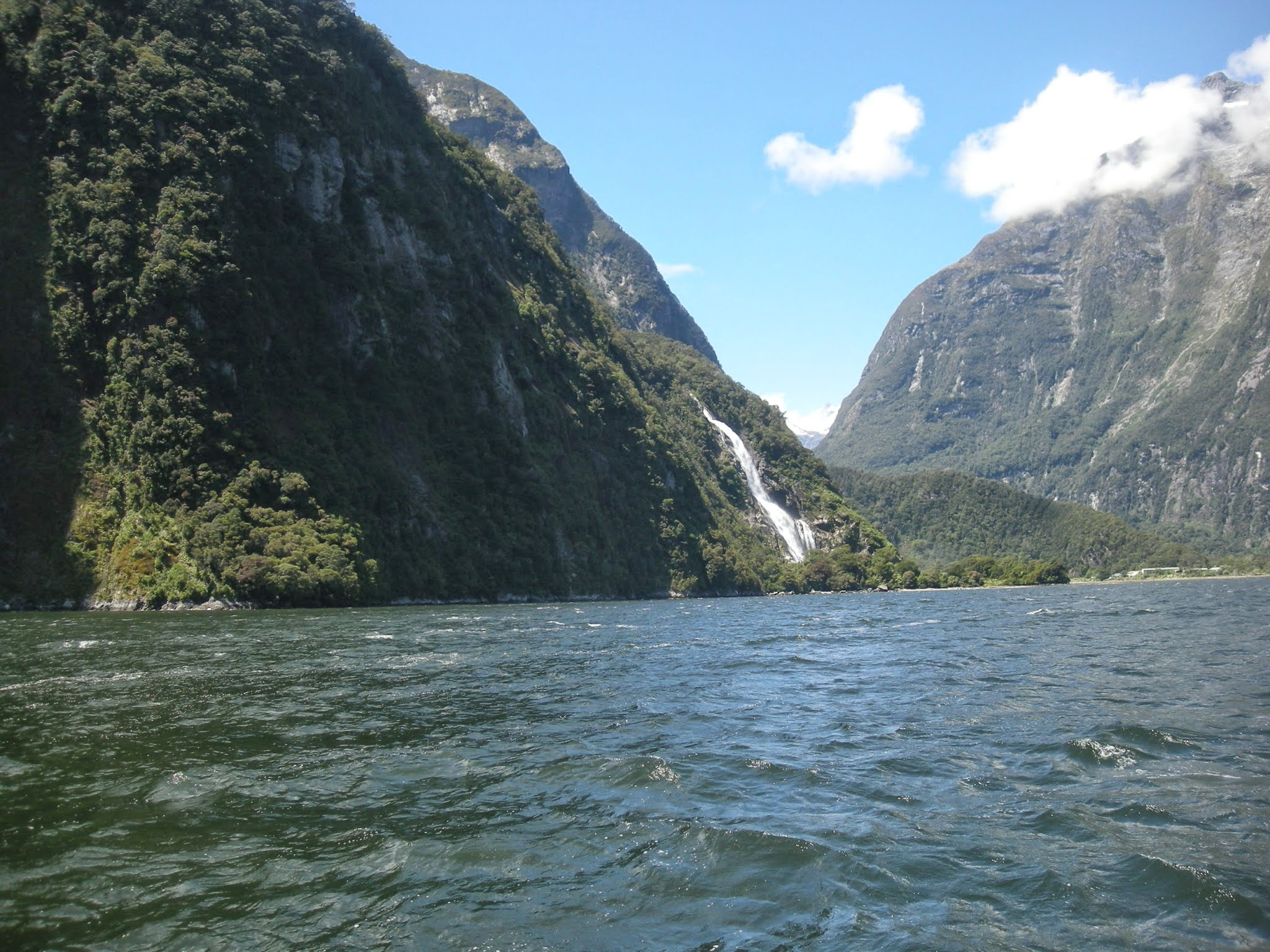
Milford Sound, een fjord in Nieuw-Zeeland

Een fjord is een bepaald type inham in een bergachtige kust, gekenmerkt door steile wanden die door gletsjerwerking zijn uitgesleten. Men zegt zowel de fjord als het fjord.

## Etymologie
Het woord fjord is afkomstig van het Oudnoordse fjörðr, in het Noord-Germaans ferthuz, het Proto-Indo-Europees prtus (van *por- 'gaan, doorgang'). Het woord is etymologisch verwant met woorden als het Schotse firth (in 'Firth of Forth') en, meer verwijderd, het Nederlandse voorde dat een 'doorwaadbare plaats in een rivier' is.

## Aardrijkskundig
Kenmerkend voor fjorden zijn heuvelachtige kusten met diepe insnijdingen en steile hellingen, die zich ook onder water voortzetten vanwege de chemische sedimentatie. De fjorden zijn vaak in U-vormige dalen, ontstaan door de uitschuring van landijs tijdens de ijstijden (trogdalen). Destijds was Scandinavië met een dik pakket landijs en gletsjers bedekt. Geregeld komt het voor dat een fjord aan de monding minder diep is dan verder landinwaarts. Dit wordt veroorzaakt door de morene die de gletsjer achterliet bij zijn terugtrekking.
Deze verhoging, in het Noors een fjordterskel (fjorddrempel of -dorpel) genoemd, zorgt ervoor dat het water in een fjord zich rustiger gedraagt dan de (open) zee erbuiten. Hierdoor zijn veel fjorden natuurlijke havens. Een gevolg van deze fjorddorpel is dat de verversing van water wordt belemmerd, waardoor verontreinigd water lang in een fjord kan blijven. Een ander gevolg is dat het water in een fjord in de zomer, als er veel regenwater wordt afgevoerd, aan de oppervlakte meestal zoet is, terwijl het op grotere diepte zout is. In de winter is het water overal vrij uniform zout.

### Uitzonderingen
Fjorden zijn karakteristiek voor Noorwegen aan de kust van de Atlantische Oceaan, maar er worden daar meer willekeurige wateren fjord genoemd. Bijvoorbeeld lange, fjordachtige meren, de Tyrifjord en de Randsfjord, of een smalle zijtak van een meer die in een groter meer uitmondt, de Furnesfjord, die in het Mjøsameer uitmondt. Er liggen langs de kust van Zweden en het vlakke Denemarken ook talrijke inhammen die vaak fjord genoemd, bijvoorbeeld de Roskildefjord in het noorden van het eiland Seeland.

## Biologie
In 2000 werd een aantal van 's werelds grootste koraalriffen ontdekt in de Noorse fjorden. Het leven hier wordt gezien als een oorzaak voor de goede visgronden langs de Noorse kust. Er is nog niet veel onderzoek naar gedaan. Tot op heden is de enige bezoeker van het eerste koraalrif de diepzeeduiker geweest die het rif vond, en hij heeft het maar drie keer bezocht. Duizenden verschillende levensvormen worden hier gevonden (bijvoorbeeld plankton, koraal, anemonen, vis en verschillende soorten haaien). De meeste van deze soorten zijn aangepast aan het leven in het totale donker van de diepe zee en de grote druk van de diepte.
In de fjorden van Nieuw-Zeeland kunnen ook diepzeekoralen worden gevonden, op minder grote diepte dan gebruikelijk. Dit is mogelijk vanwege een zeer donkere laag zoet oppervlaktewater. In Milford Sound is een observatorium onder zeeniveau aangelegd waardoor het mogelijk is om deze koralen te zien zonder te duiken.

## Locaties
Fjorden bevinden zich in Europa langs de kusten van het noordelijke gedeelte van de Atlantische Oceaan, in Noorwegen, Schotland, het oosten van Canada, IJsland en Groenland. Verder aan de Baltische kust van Duitsland. Maar ook Montenegro kent een fjord (de Baai van Kotor), de zuidelijkste van Europa.
Rond de Grote Oceaan zijn fjorden te vinden in Brits-Columbia (Canada), Alaska (Verenigde Staten), Chili (zuidelijk deel) en het zuidwesten van Nieuw-Zeeland. Daarnaast zijn er fjorden in delen van Antarctica (in het bijzonder het Antarctisch Schiereiland) en aan de kusten van eilanden van Arctica en Sub-Antarctica.

### Bekende fjorden

#### Atlantische Oceaan
- Canada 
  - Disraelifjord
  - Nachvakfjord
  - Hamilton Inlet
  - Bonne Bay
- Groenland
  - IJsfjord van Ilulissat

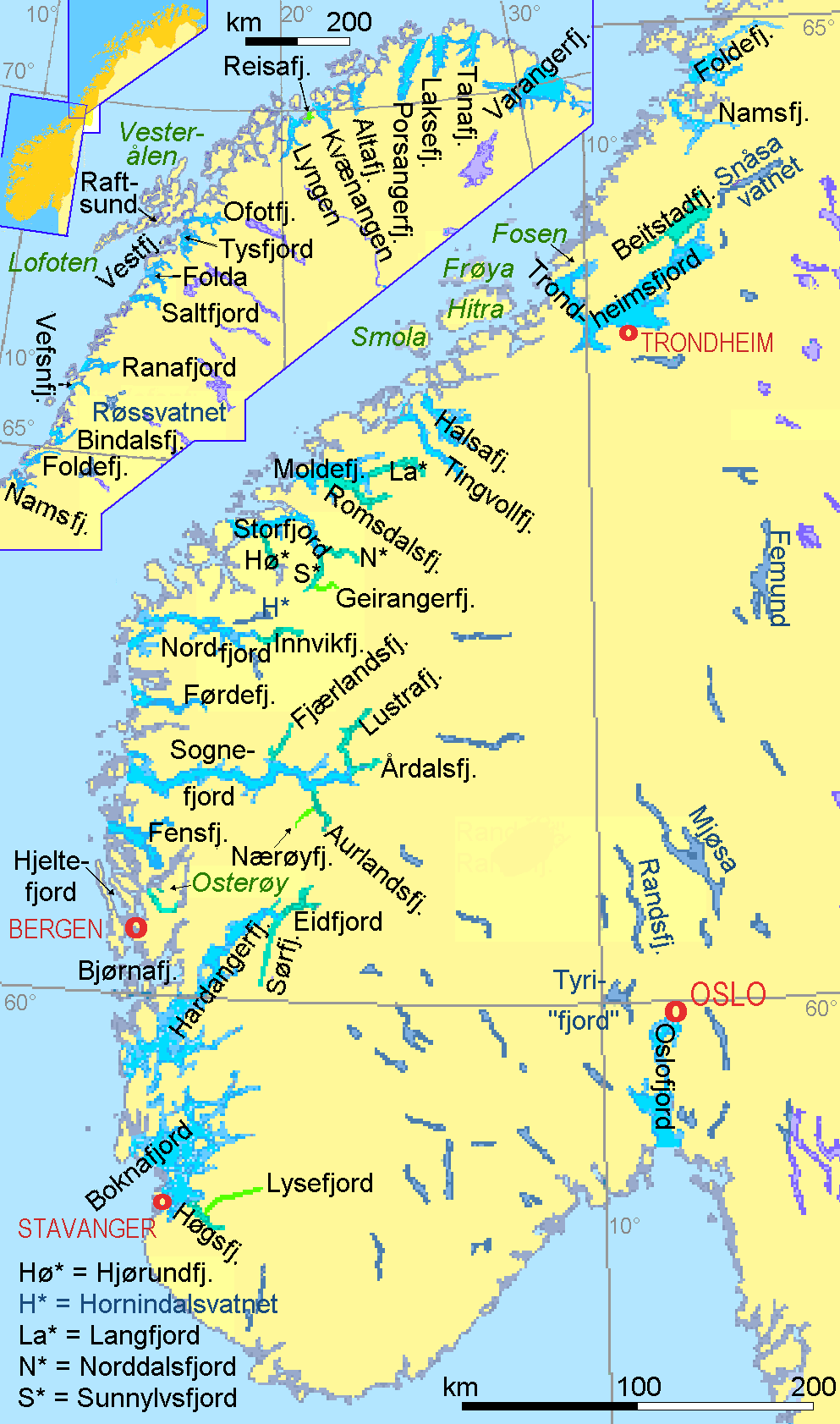
Grote of bekende fjorden en meren in Noorwegen

  - Kangertittivaq (Deens: Scoresby Sund, de langste fjord ter wereld, 350 km)
  - Kangerlussuaq
- IJsland (zie ook: Lijst van fjorden in IJsland)
  - Borgarfjörður
  - Breiðafjörður
  - Eyjafjörður
  - Hvalfjörður
  - Ísafjörður
- Noorwegen (zie ook: Lijst van fjorden in Noorwegen)
  - Aurlandsfjord
  - Geirangerfjord
  - Hardangerfjord
  - Lysefjord
  - Nordfjord
  - Oslofjord
  - Sognefjord
- Schotland
  - Cromarty Firth
  - Firth of Forth
  - Firth of Tay
- Ierland en Noord-Ierland 
  - Carlingford Lough
  - Killary Harbour
  - Lough Swilly

#### Stille Oceaan
- Alaska (VS)
  - College Fjord
  - Misty Fjords
  - Nassau Fjord
  - Russell Fjord
- Verenigde Staten
  - Puget Sound
- Canada
  - Burrard Inlet
  - Alexandra Fjord
  - Baumann Fjord
  - Borup Fjord
  - Desolation Sound
  - Fjord du Saguenay
  - Grise Fjord
  - Knight Inlet
  - Nachvak Fjord
  - Prince Rupert waterweg
- Chili
  - Golf van Penas
  - Agostini Fjord
  - Eyre Fjord
  - Eberhard Fjord
  - Peel Fjord
- Nieuw-Zeeland
  - Doubtful Sound
  - Dusky Sound
  - Marlborough Sounds
  - Milford Sound

## In literatuur en popcultuur
- Slartibartfast, een persoon in Douglas Adams' The Hitchhiker's Guide to the Galaxy, heeft volgens dit boek de Noorse fjorden gemaakt.
- In Monty Pythons sketch met de dode papegaai concludeert Michael Palin dat John Cleese' overleden "Norwegian Blue" papegaai niet dood is, maar "heimwee heeft naar de fjorden" ("pining for the fiords").